# Erster Pariser Frieden

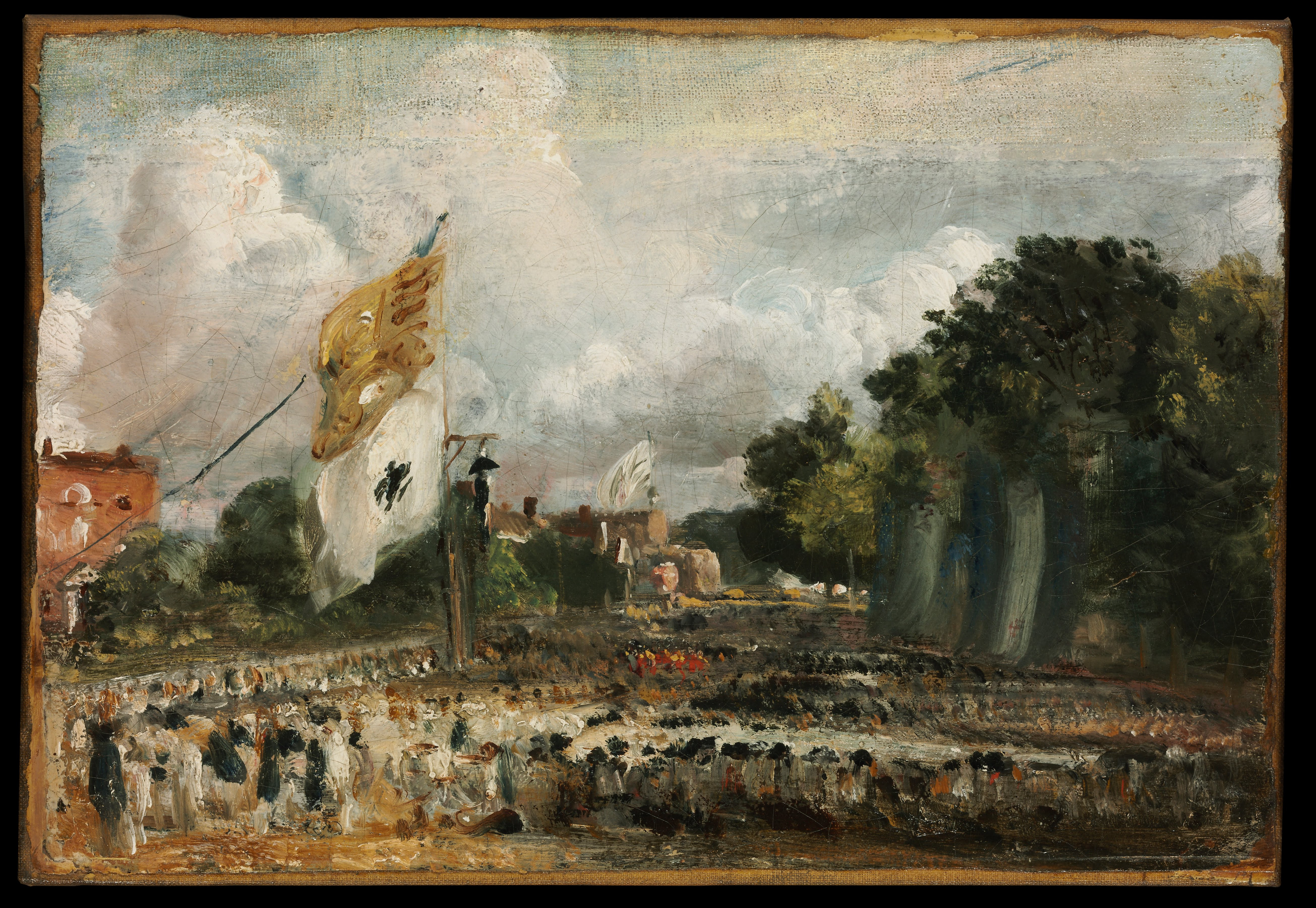
Friedensfeier in East Bergholt, Gemälde von John Constable (1814)

Der Pariser Frieden von 1814, auch Erster Pariser Frieden genannt, wurde mit dem Friedens- und Freundschafts-Tractat in Paris am 30. Mai 1814 nach dem Sturz Napoleons I. (11. April 1814) geschlossen und am 31. Mai 1814 ratifiziert. Er beendete vorläufig die Koalitionskriege, die auch als Russisch-Deutsch-Französischer Krieg von 1812 und 1815 bezeichnet werden. Zudem wurden koloniale Besitzungen neu geregelt.

## Teilnehmer

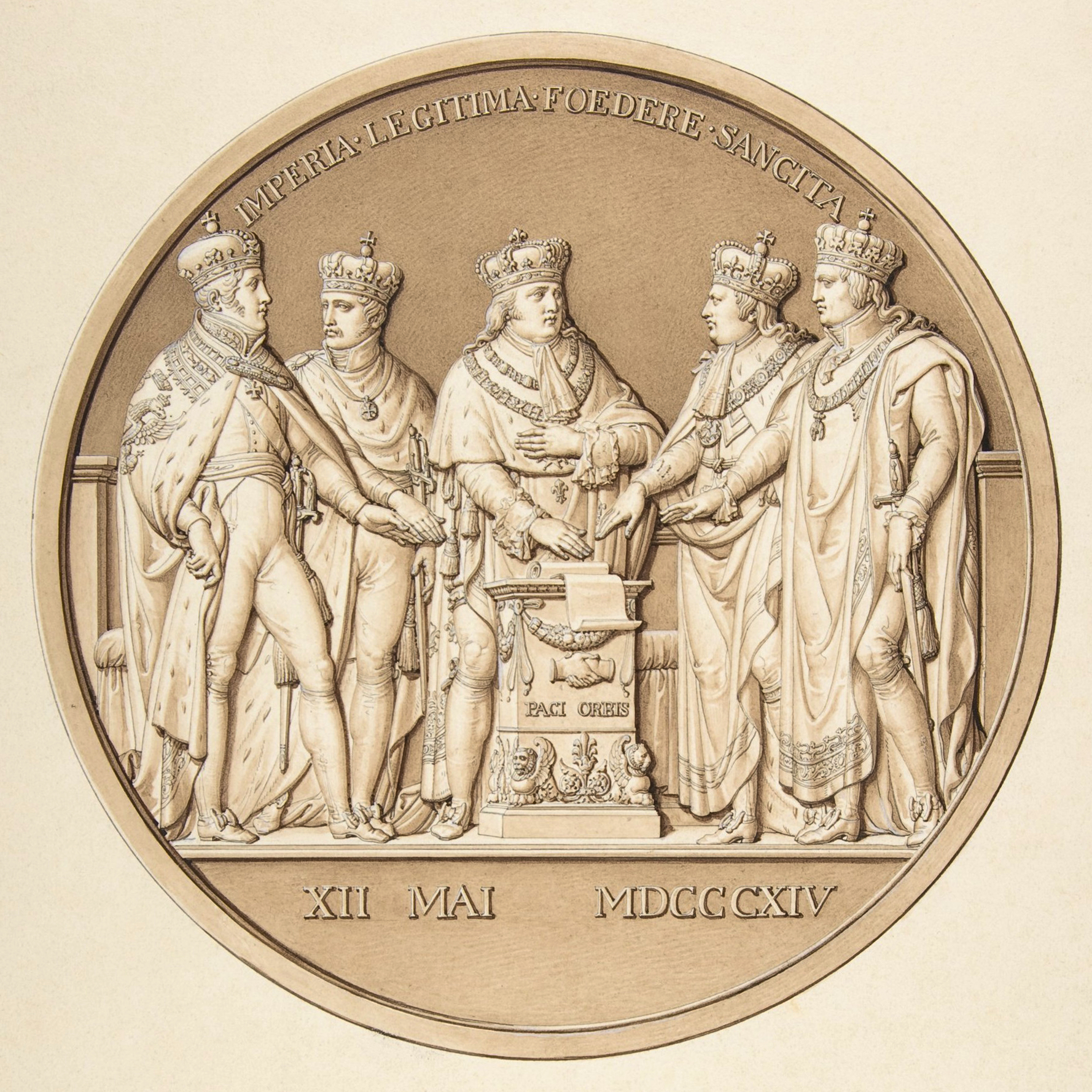
Medaille auf den Friedensvertrag von Jacques-Édouard Gatteaux (1814)

Der Frieden wurde abgeschlossen zwischen dem König von Frankreich Ludwig XVIII. einerseits und den alliierten Mächten Österreich, Großbritannien, Preußen, Russisches Reich, Spanien, Portugal sowie Schweden und Norwegen andererseits.

## Ergebnisse

### In Europa
Danach wurde das Königreich Frankreich innerhalb seiner Grenzen vom 1. Januar 1792 belassen und behielt außerdem einen Teil des vormals sardinischen Herzogtums Savoyen, die vormals päpstlichen Besitzungen Avignon und Venaissin sowie mehrere vormals deutsche und belgische Grenzdistrikte und die Enklaven Mülhausen und Mömpelgard (Montbéliard).
Die Niederlande sollten unter die Herrschaft des Hauses Oranien gestellt und vergrößert werden.
Die deutschen Staaten blieben unabhängig und durch ein föderatives Band vereinigt. Ebenso behielt die Schweiz ihre Unabhängigkeit und Selbstregierung.
Darüber hinaus sollte Italien, außer den an Österreich zurückfallenden Territorien, aus lauter souveränen Staaten bestehen.
Die Schifffahrt auf dem Rhein bis ans Meer (jusqu’à la mer) wurde für frei erklärt, ebenso wie die Schifffahrt auf der Schelde.

### In Übersee
Großbritannien behielt Malta, Tobago, St. Lucia und Mauritius (Ile-de-France), gab aber alle anderen eroberten Kolonien an Frankreich zurück, das seinerseits auf den vormals spanischen Anteil von Hispaniola (Santo Domingo, die heutige Dominikanische Republik) zugunsten Spaniens verzichtete.
Auch Schweden gab die französische Insel Guadeloupe und Portugal das französische Guayana wieder heraus.

## Schlussbestimmungen
Dem Wiener Kongress wurde die endgültige Erledigung der vorläufigen Bestimmungen übertragen.

## Schriften
- Traité de Paix signé à Paris le 30 mai 1814, et Traités et conventions signés dans la mème ville le 20 novembre 1815. Libr. Grecque-Latine-Allemande, Paris 1815 Digitalisat